# Global Ecotourism Network
Global Ecotourism Network (GEN, Globalna Sieć Ekoturystyki) – międzynarodowa parasolowa organizacja pozarządowa tworzona przez sieć ekspertów i praktyków z dziedziny ekoturystyki i turystyki zrównoważonej, a także przedstawicieli narodowych i regionalnych organizacji ekoturystycznych, regionów ekoturystycznych (oraz organizacji nimi zarządzających – DMO) oraz firm oferujących usługi z dziedziny ekoturystyki.

## Historia

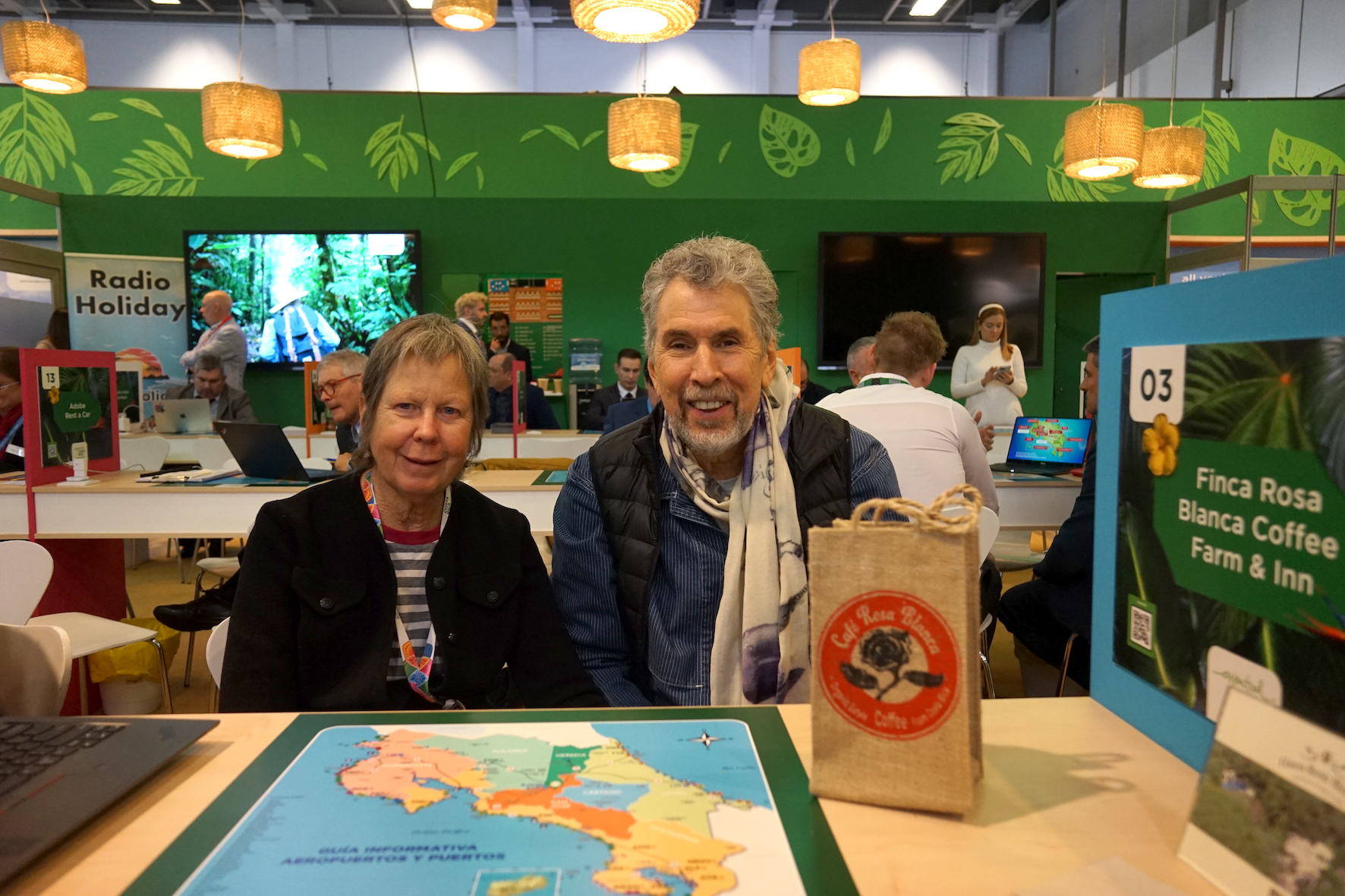
Glenn Jampol, założyciel i prezes GEN – na Targach ITB w Berlinie w 2023 roku. Razem z żoną Teri Osman prowadzą ekologiczny hotel i plantację kawy w Kostaryce.

Sieć Global Ecotourism Network została założona w 2015 roku i zarejestrowana w Brooklyn, okręgu Nowego Jorku. Zajmuje się globalnym rzecznictwem, wzmacnianiem przywództwa i innowacji oraz rozpowszechniania wiedzy i wartości w dziedzinie ekoturystyki i turystyki zrównoważonej.
Organizacja działa w oparciu o sieć sześciu grup regionalnych: Azja i Pacyfik (AEN – Asian Ecotourism Network), Ameryka Północna (NAEN – North American Ecotourism Network), Ameryka Łacińska i Karaiby (LACEN – Latin American & Caribbean Ecotourism Network), Europa (EEN – European Ecotourism Network), Bliski Wschód (MEEN – Middle Eastern Ecotourism Network), oraz Afryka (AFEN – African Ecotourism Network).

## Definicja ekoturystyki wg GEN
Ekoturystyka to odpowiedzialne podróżowanie do obszarów cennych przyrodniczo, które przyczynia się do ochrony środowiska i podtrzymuje dobrobyt lokalnych społeczności. Jednocześnie – poprzez edukację wszystkich zainteresowanych grup (odwiedzających, personelu i odwiedzanych) – buduje wiedzę i świadomość.